# Colégio de Aplicação da Universidade Federal de Roraima

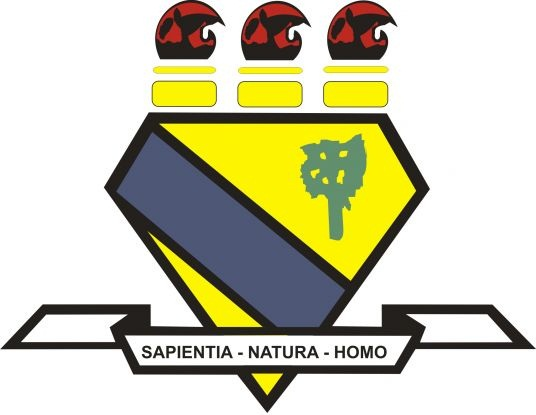
O Colégio de Aplicação pertence à Universidade Federal de Roraima (brasão na imagem).

O Colégio de Aplicação da Universidade Federal de Roraima (CAp) é uma instituição de ensino fundamental e médio pública federal brasileira, com sede em Boa Vista, em Roraima, subordinado à Universidade Federal de Roraima (UFRR), sendo responsável por desenvolver o ensino, a pesquisa e a extensão em educação, além da oferta de campo de estágio junto à universidade. É um dos colégios de aplicação existentes em universidades federais brasileiras.
O ingresso no Colégio de Aplicação deu-se por muitos anos via sorteio público, mas atualmente é realizado por concurso de provas escritas.
O CAp está localizado no Campus Paricarana, Avenida Capitão Ene Garcez, nº 2413, bairro Aeroporto, em Boa Vista, Roraima.

## História
A então Escola de Aplicação (EA) foi criada pela Resolução nº.0002/95 do Conselho Universitário (CUni) da UFRR, em 9 de janeiro de 1995; seu embrião fora a creche Espaço da Criança, criada em 1994.
Inicialmente implantada no Bloco I da UFRR, foi transferida em 1997 para um prédio do Governo do Estado de Roraima, passando à tutela deste e sendo renomeada para Escola Estadual Professor Paulo Freire. Em dezembro de 1999 a escola tinha sua estrutura ampliada.
Em 2002, voltara a pertencer à UFRR, retomando a designação de EA. Novamente uma instituição federal, voltara a funcionar como laboratório para as práticas de licenciatura da universidade.
Com a Resolução nº 012/2003 do CUni, de 17 de julho de 2003, surgira o Centro de Educação (CEDUC) — mais tarde Coordenadoria Geral da Educação Básica —, ao qual a EA, agora com a denominação de Colégio de Aplicação, passara a integrar.